# Зорница Чолакова
Зорница Чолакова е български географ, доцент в катедра Ландшафтознание и опазване на природата среда, Геолого-географски факултет на Софийски университет „Св. Климент Охридски“.

## Биография
Родена е през 1973 г. в Горна Оряховица. Завършва хуманитарна гимназия „Св. св. Кирил и Методий“ във Велико Търново през 1991 г., а през 1997 г. завършва специалност география в Геолого-географския факултет на Софийски университет „Св. Климент Охридски“. В периода март 1999 – януари 2002 г. е редовен докторант към катедра Ландшафтознание и опазване на природата среда.
През 2016 г., защитава успешно докторската си дисертация. 
В края на 2018 г. е хабилитирана за доцент.
Научните ѝ интереси са в областта на природната география, ландшафтната геохимия и мониторинга на околната среда.